# Кучумово
Кучумово (баш. Күсем) — деревня в Чишминском районе Республики Башкортостан Российской Федерации. Входит в состав Чишминского сельсовета. 
Находится на правом берегу реки Дёмы.

## География

### Географическое положение
Расстояние до:
- районного центра (Чишмы): 15 км,
- центра сельсовета (Чишмы): 14 км,
- ближайшей ж/д станции (Чишмы): 15 км.

## Население
| 2002 | 2009 | 2010 |
| ---- | ---- | ---- |
| 157  | ↘153 | ↘116 |

Национальный состав
Согласно переписи 2002 года, преобладающая национальность — башкиры (98 %).